# Secondigny
 Secondigny  es una población y comuna francesa, en la región de Poitou-Charentes, departamento de Deux-Sèvres, en el distrito de Parthenay. Es la cabecera del cantón de su nombre, aunque Saint-Aubin-le-Cloud la supera en población.

## Demografía
| 2146 | 2070 | 2053 | 2062 | 2020 | 2026 | 1907 | 1774 |
| Para los censos de 1962 a 1999 la población legal corresponde a la población sin duplicidades (Fuente: INSEE [Consultar]) |      |      |      |      |      |      |      |